# Zisterzienserinnenabtei La Bovera

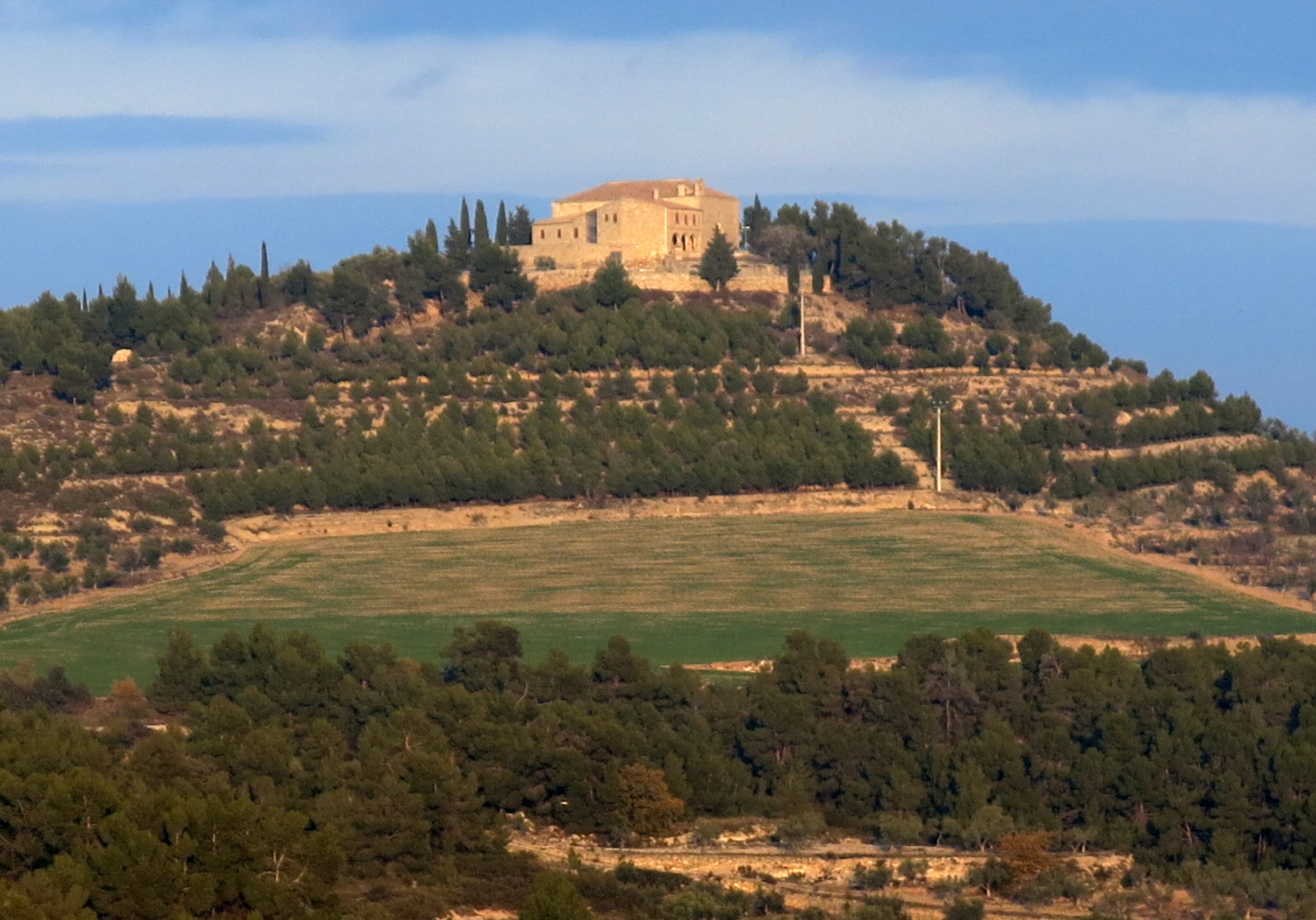
La Bovera

Die Zisterzienserinnenabtei La Bovera war von 1190 bis 1237 ein Kloster der Zisterzienserinnen in Guimerà, Comarca Urgell, Provinz Lleida in Katalonien.

## Geschichte
Die Zisterzienserinnenabtei Vallbona gründete 1190 fünfzehn Kilometer südöstlich Tàrrega und zwei Kilometer westlich Guimerà auf einem Hügel, der vorher schon von Reklusen bewohnt war, das Kloster Santa Maria de La Bovera oder Mare de Déu de la Bovera („Muttergottes von La Bovera“), benannt nach der wundersamen Auffindung eines Marienbildes durch einen Hirten. Der Klosterort erwies sich wegen Wassermangel als wenig lebensfähig. 1231 verließ deshalb ein Teil der Nonnen La Bovera und gründete das Kloster Valldaura. Der Restkonvent musste den Ort 1237 aufgeben und gründete am Fuße des gleichen Hügels im Tal das Kloster Vallsanta. La Bovera wurde weiterhin religiös genutzt und besteht als Wallfahrts- und Veranstaltungsort bis heute. Die Kirche stammt aus dem 18. Jahrhundert.